# Werner Oenbrink
Werner Oenbrink (* 5. November 1960 in Steinfeld (Oldenburg)) ist ein deutscher Klassischer Archäologe.

## Leben
Werner Oenbrink studierte ab 1981 Klassische Archäologie, Alte Geschichte und Ägyptologie an der Westfälischen Wilhelms-Universität Münster und wurde dort 1991 promoviert. Seine Dissertation trug den Titel Das Bild im Bilde. Zur Darstellung von Götterstatuen und Kultbildern auf griechischen Vasen. Für 1992/1993 erhielt er das Reisestipendium des Deutschen Archäologischen Instituts. Anschließend arbeitete er zunächst als Postdoktorandenstipendiat und dann als wissenschaftlicher Mitarbeiter an der Universität zu Köln. 2002 wurde er mit der Arbeit Kontinuität und Wandel in den Nekropolen von al-Qanawat/Kanatha. Studien zur Grabarchitektur des Hauran habilitiert. Anschließend war er an mehreren archäologischen Ausgrabungen beteiligt (so in Philippopolis/Schahba und in Doliche/Dülük). Er hatte Lehraufträge an den Universitäten Bern, Köln und Heidelberg und vertrat Professuren für Klassische Archäologie an der Universität Leipzig und der Universität Köln.
Oenbrink hat verschiedene Studien zur antiken Keramik, Plastik und Architektur publiziert und sich daneben auch mit der neuzeitlichen Antikenrezeption befasst.

## Schriften
- Das Bild im Bilde. Zur Darstellung von Götterstatuen und Kultbildern auf griechischen Vasen (= Europäische Hochschulschriften. Reihe 38: Archäologie. Band 64). Peter Lang, Frankfurt am Main 1997, ISBN 3-631-30457-9.
- Die Sakralarchitektur der kommagenischen Hierothesia und Temene (= Asia Minor Studien. Band 83 / Dolichener und Kommagenische Forschungen. Band 8). Dr. Rudolf Habelt, Bonn 2017, ISBN 978-3-7749-4083-3.
- Hellenistische und kaiserzeitliche Architekturglieder aus dem Iuppiter Dolichenus-Heiligtum auf dem Dülük Baba Tepesi, Doliche (= Asia Minor Studien. Band 92 / Dolichener und Kommagenische Forschungen. Band 11). Dr. Rudolf Habelt, Bonn 2019, ISBN 978-3-7749-3647-8.
- Der Hafentempel auf Insula 37 der Colonia Ulpia Traiana, Xanten. Tempelbau und Temenos des coloniazeitlichen Heiligtums. Architektur, Baudekor, Skulptur (= Xantener Berichte. Band 37). Nünnerich-Asmus, Oppenheim 2022, ISBN 978-3-96176-192-0.